# 竹内敬介
竹内 敬介（たけうち けいすけ、1947年〈昭和22年〉11月18日 - ）は、日本の実業家。元日揮社長、同会長。

## 経歴
兵庫県出身。竹内敏三・政美の長男。兵庫県立神戸高等学校を経て、1970年（昭和45年）3月、大阪大学基礎工学部を卒業する。卒業後、日本揮発油（現日揮）に入社し、ケミカル・医薬等のプラントエンジニアリングおよび建設プロジェクトマネジメントの第一人者として同社を牽引した。2000年（平成12年）取締役、2007年（平成19年）代表取締役社長を経て、2009年（平成21年）代表取締役会長に就任した。その後、相談役に退き、ブラザー工業社外取締役、ゆうちょ銀行取締役を歴任した。
ほか、エンジニアリング振興協会（現エンジニアリング協会）理事長、化学工学会会長、日本経済団体連合会日本アルジェリア経済委員会委員長、大阪大学、東京工業大学各非常勤講師などを務めた。

## 栄典
勲章等
- 2014年（平成26年） - 藍綬褒章[4]